# Elliot Morley
Elliot Anthony Morley (né le 6 juillet 1952) est un homme politique du parti travailliste britannique, qui est député de Glanford et Scunthorpe de 1987 à 1997, puis de Scunthorpe de 1997 à 2010. En 2009, il est accusé par le Daily Telegraph de continuer à réclamer des dépenses parlementaires pour une hypothèque déjà remboursée . Morley est poursuivi et, le 7 avril 2011, plaide coupable devant le Southwark Crown Court à deux chefs d'accusation de fausse comptabilité, impliquant plus de 30 000 £. Le 20 mai 2011, il est condamné à 16 mois d'emprisonnement,,,. Il est libéré de prison le 20 septembre 2011 après avoir purgé le quart de sa peine .

## Jeunesse
Il fréquente le lycée St Margaret's C of E sur Aigburth Road à Aigburth dans le sud de Liverpool et reçoit un BEd du Hull College of Education . Il est responsable des besoins spéciaux à la Greatfield High School de Hull .

## Carrière politique
Avant d'entrer au Parlement, Morley est un membre travailliste du conseil municipal de Hull représentant Drypool Ward de 1979 à 1986 . Il se présente sans succès Beverley en 1983.
Il est ministre des Pêches de 1997 à 2003, puis ministre de l'Environnement au ministère de l'Environnement, de l'Alimentation et des Affaires rurales, mais quitte le gouvernement lors du remaniement de mai 2006. Au cours de son mandat au gouvernement, Morley fait pression pour une série de causes environnementales. En 2004, il cherche à renforcer les efforts du Royaume-Uni pour acheter du bois légalement récolté  et aide au lancement d'un programme de gestion des inondations et de l'érosion côtière appelé «WaveNet». En 2005, Morley participe à la création d'un service gouvernemental de décontamination, pour fournir une aide à la décontamination et au nettoyage après des incidents chimiques, radiologiques, biologiques ou nucléaires et des rejets accidentels majeurs de matières nocives .
Le 19 décembre 2006, il est nommé au Conseil privé  et en est révoqué le 14 juin 2011. Il est président du comité spécial de l'énergie et du changement climatique, quittant ce poste lorsque ses demandes de remboursement de dépenses font l'objet d'une enquête.

### Scandale des dépenses
Dans le cadre de sa divulgation des dépenses des députés britanniques, le Daily Telegraphallègue le 14 mai 2009 que Morley a réclamé 800 £ par mois au titre d'une propriété à Winterton, près de Scunthorpe, pendant 18 mois après la fin de l'hypothèque, et a reçu un trop-payé de 16 800 £ au total .
Le Telegraph indique aussi que Morley a loué un appartement londonien désigné comme sa résidence principale à un autre député travailliste, Ian Cawsey (en), un ami proche et ancien conseiller spécial. Cawsey désigne la propriété comme sa résidence secondaire, lui permettant de réclamer 1 000 £ par mois pour couvrir le loyer qui lui est facturé par Morley. En novembre 2007, le journal affirme que Morley a «retourné» sa résidence secondaire désignée de sa propriété de Scunthorpe à son appartement de Londres, et pendant quatre mois, les deux hommes ont réclamé des dépenses sur la même propriété .
Morley déclare à BBC News qu'il a remboursé l'argent deux semaines avant la publication de l'article du Telegraph en réalisant qu'il avait continué par erreur à réclamer ses paiements hypothécaires après le remboursement de l'hypothèque en 2006. Le 14 mai 2009, il est suspendu de ses fonctions au sein du Parti travailliste parlementaire en raison de ce scandale . Le 29 mai 2009, il annonce qu'il ne se présenterait pas aux élections, mais refuse de démissionner immédiatement .

### Poursuite
Le 5 février 2010, des poursuites sont lancées et il est suspendu du groupe travailliste. Le 27 mai 2010, Morley, David Chaytor, Jim Devine et Paul White (baron Hanningfield) comparaissent devant le Southwark Crown Court pour une audience préliminaire . Ils font face à des accusations de fausse comptabilité en vertu de la Loi sur le vol.
Morley plaide finalement coupable devant le Crown Court de Southwark le 7 avril 2011 devant le juge Saunders, qui préside les autres poursuites dans le scandale des dépenses parlementaires. Le 20 mai 2011, Morley est condamné à 16 mois d'emprisonnement pour deux chefs d'accusation de fausses déclarations ,. Il purge quatre mois de prison - un quart de la peine - puis est libéré avec assignation à domicile . Le 8 juin 2011, il est expulsé du Conseil privé. C'est la première expulsion depuis Edgar Speyer (en) en 1921 .
Morley est auparavant membre honoraire de l'Institution of Civil Engineers pour ses services de défense contre les inondations et les côtes. Il est expulsé de l'Institution of Civil Engineers le 4 juillet 2011, lorsque le comité de déontologie de l'institution juge qu'en raison de sa violation des règles de déontologie professionnelle, qui exige que tous les membres respectent la dignité, la réputation et la réputation de l'institution "en" commettant des infractions de fausse comptabilité dans le cadre de ses responsabilités de député ".

## Vie privée
Morley épouse Patricia Hunt en 1975  à Hull. Ils ont deux enfants: une fille (née en 1980) et un fils (né en août 1984). Il est le vice-président honoraire de l'association des autorités de drainage et du lien de faune et de campagne. Il est titulaire d'une bourse honorifique de l'Université de Lincoln pour ses services à la conservation de la nature .
Il est un ancien président de la Hull Teachers Association .